# Médéric Gasquet-Cyrus
Pour les articles homonymes, voir Cyrus et Gasquet.
Médéric Gasquet-Cyrus est un linguiste français.

## Biographie
Né le 27 octobre 1975 à Marseille, Médéric Gasquet-Cyrus grandit dans le quartier Saint-Barnabé.
Après une maîtrise ès lettres modernes (1997), il soutient en 2004 une thèse de doctorat en linguistique à l'université d'Aix-Marseille, sous la direction de Louis-Jean Calvet.
Il devient ensuite maître de conférences à Aix-Marseille.
Il tient depuis 1999 une chronique intitulée « Dites-le en marseillais » sur Ici Provence. 
En 2022, il crée Motchus avec Denis Beaubiat.
En 2023, il signe le manifeste du collectif Les Linguistes atterrées.

## Ouvrages
- Dir. avec Guillaume Kosmicki et Cécile Van Den Avenne, Paroles et musiques à Marseille : les voix d'une ville, Paris, L'Harmattan, 1999  (ISBN 2-7384-7779-8).
- Avec Philippe Blanchet (ill. Jean-Louis Goussé), Le Marseillais de poche, Chennevières-sur-Marne, Assimil, 2004  (ISBN 2-7005-0346-5)  — réédité en 2012.
- Dir. avec Cécile Petitjean (préf. Xavier North), Le Poids des langues : dynamiques, représentations, contacts, conflits, L'Harmattan, 2009  (ISBN 978-2-296-07367-8).
- Avec Jean-Marc Valladier, Marseille en VO : l'esprit marseillais à travers l'épopée du groupe Quartiers Nord : chansons, tchatche, histoire(s) et galéjades, Marseille, Le Fioupélan, 2011  (ISBN 978-2-916819-01-3).
- Le Marseillais pour les nuls, Paris, First, 2012  (ISBN 978-2-7540-3587-3)  — réédité en 2016.
- Avec Edmond et Pierre Échinard, Marseille, First, 2013  (ISBN 978-2-7540-4689-3).
- Dites-le en marseillais ! : chroniques radiophoniques, Cabriès, Le Fioupélan, 2018  (ISBN 978-2-916819-41-9).
- Dites-le encore en marseillais ! : chroniques 2018-2019, Le Fioupélan, 2019  (ISBN 978-2-916819-42-6).
- Avec Michel Denisot et Arnaud Richard, En plein dans la lucarne ! : 200 expressions, mots et anecdotes de légende sur le foot, Paris, Le Robert, 2022  (ISBN 978-2-321-01767-7).
- En finir avec les idées fausses sur la langue française, Ivry-sur-Seine, L'Atelier, 2023  (ISBN 978-2-7082-5406-0)[6],[7].
- Avec Arnaud Richard et Philippe Spanghero, Au cœur de l'ovalie : 150 expressions, mots et anecdotes de légende sur le rugby, Le Robert, 2023  (ISBN 978-2-321-01909-1).
- Dir. avec Samuel Vernet et Sylvie Wharton, La sociolinguistique, à quoi ça sert ? : sens, impact, professionnalisation, Aix-en-Provence, Presses universitaires de Provence, 2024  (ISBN 979-10-320-0535-4).
- Avec Christophe Rey, Va voir dans le dico si j'y suis ! : ce que les dictionnaires racontent de nos sociétés, L'Atelier, 2024  (ISBN 978-2-7082-4736-9).
- À Marseille ça se dit comme ça !, Le Robert, 2024  (ISBN 978-2-321-02021-9)[8].